# الصغيرة الاخيرة
الصغيرة الأخيرة هو فيلم درامي فرنسي ألماني صدر عام 2025 من إخراج حفصية حرزي.
تم اختيار الفيلم للمسابقة الرسمية في مهرجان كان السينمائي لعام 2025 وفازت بطلة الفيلم نادية مليتي بجائزتين أفضل ممثلة و كوير بالم .
وهو مقتبس عن رواية تحمل نفس الاسم للكاتبة فاطمة دعاس ، والتي نشرت عام 2020.

## ملخص
فاطمة، الابنة الصغرى لعائلة مهاجرة من الجزائر ، نشأت في إحدى ضواحي باريس. تعتبر مواضيع الحب والجنس من المحرمات بالنسبة لها. عندما غادرت المدرسة الثانوية في الضواحي لستكمال دراستها، بدأت تبتعد عن عائلتها. تتعرف فاطمة على حياة جديدة وتستكشف مثليتها الجنسية ، مما يقودها سريعًا إلى الخروج من قوقعتها. وهذا يؤدي إلى صراع مع عائلتها، ودينها الإسلامي ، ومع نفسها, ,.

## الورقة الفنية
- العنوان الأصلي : الصغيرة الأخيرة,[3][6]
- تحقيق : حفصية حرزي
- سيناريو :حفصية حرزي، مقتبسة من رواية الصغيرة الأخيرة لفاطمة دعاس ، نشرت عام 2020 .
- التصوير الفوتوغرافي :جيريمي أتارد
- حَشد :ديرك ماير
- موسيقى : أمين بوحافة
- ديكورات : دييني بيريتي
- إنتاج :جولي بيلي، نعومي دينامور
- شركات الإنتاج : ستوديو كاتوه، جون فيلمز، Arte France Cinéma ، بالتعاون مع 3 SOFICA
- شركة توزيع : أد فيتام (فرنسا) [7]
- شكل :الألوان
- بلد الإنتاج :  فرنسا  ألمانيا
- اللغة الأصلية : فرنسي
- جنس : دراما
- مدة : 106 minutes
- تواريخ الإصدار :
  - فرنسا :mai 2025

## توزيع
- نادية مليتي : فاطمة
- بارك جي مين :جي نا
- أمينة بن محمد : كامار
- ميليسا جيرز :نور
- ريتا بنمانانا :دنيا
- رزاق رضا :أحمد
- لويس ميمي : بنيامين
- ونيس شوقي : طارق
- أنور كارديلاس :ناصر
- يونغ إتيان : شاب
- مالي ديمبيلي :ماضي
- محمدو ساكو :ريان
- أحمد خلوفي : عادل
- باسكال تشانيز :البروفيسور بريفوست
- صوفي جاراجنون :إنغريد
- جوليا مولر :أوريليا
- نيمو شيفمان :يان
- غابرييل دونزيلي : نينو
- فينسنت باسديرماجيان :فينسنت
- منى سوالم  [لغات أخرى]‏ :كاساندرا
- قبعة فيكتورية :هوغو
- جيد فيلمان :اليشم
- جويا فارسانو :غابرييل
- جولي تشينترون :معلم المدرسة الثانوية
- جزيرة أحمد :الأستاذ في الجامعة
- عبد العالي مأمون :الإمام
- كلود إيمانويل جاجان مول : كلود دي جي

## إنتاج
"الأخيرة الصغيرة" هو الفيلم الروائي الثالث للممثلة والمخرجة حفصية حرزي. كما كتبت سيناريو الفيلم المقتبس عن رواية تحمل نفس الاسم وحائزة على جائزة للكاتبة فاطمة دعاس . الفيلم من إنتاج شركة June Films الفرنسية (إنتاج) : جولي بيلي، نعومي دينامور) والشركة الألمانية كاتوه ستوديو (فانيسا سيزيوسكي)، بالإضافة إلى ZDF / Arte France Cinéma.

## التميزات

### الجوائز
- مهرجان كان السينمائي 2025 :
  - كوير بالم [9]
  - جائزة أفضل ممثلة لنادية مليتي

### اختيارات
- مهرجان كان السينمائي 2025 : الاختيار الرسمي، في المنافسة [10]

## الملاحظات والمراجع
- هذه المقالة مترجمة جزئيا أو كليا من مقالة  ويكيبيديا الألمانية معنونة (بالألمانية)

```
«
Die jüngste Tochter
» 
(طالع 
قائمة المشاركين في التحرير
)
```

1. ↑  مذكور في: قاعدة بيانات الأفلام على الإنترنت. مُعرِّف قاعدة بيانات الأفلام على الإنترنت (IMDb): tt28326501. لغة العمل أو لغة الاسم: الإنجليزية.
2. ↑  وصلة مرجع: https://www.festival-cannes.com/en/2025/the-screenings-guide-of-the-78th-festival-de-cannes/, .
3. 1 2  "La Petite Dernière". crew-united.com. مؤرشف من الأصل في 2025-04-17.
4. ↑  قالب:Allociné titre
5. ↑  (بالألمانية)
 Fünf Kinokoproduktionen von ZDF und ZDF/ARTE im Wettbewerb von Cannes. In: presseportal.zdf.de, 10 avril 2025 نسخة محفوظة 2025-05-30 على موقع واي باك مشين.
6. ↑  "Cannes 2025 : pourquoi on attend beaucoup du film La Petite Dernière signé Hafsia Herzi". numero.com. مؤرشف من الأصل في 2025-04-23.
7. ↑  "Les distributeurs ajustent leurs line-ups". boxofficepro.fr. 27 mai 2025. مؤرشف من الأصل في 2025-05-28. اطلع عليه بتاريخ 28 mai 2025. {{استشهاد ويب}}: تحقق من التاريخ في: |تاريخ-الوصول= و|تاريخ= (مساعدة)
8. ↑  "Fünf Kinokoproduktionen von ZDF und ZDF/ARTE im Wettbewerb von Cannes". presseportal.zdf.de (بالألمانية). Archived from the original on 2025-05-30.
9. ↑  "Cannes 2025 : Un certain regard, Queer Palm… tous les prix de la sélection et au-delà". Télérama. 24 مايو 2025.
10. ↑  "Les films de la Sélection officielle 2025". Festival de Cannes (بfr-FR). 10 Apr 2025. Archived from the original on 2025-04-30. Retrieved 2025-05-02.{{استشهاد ويب}}:  صيانة الاستشهاد: لغة غير مدعومة (link)

قالب:Liens